# Matteo Priamo
Matteo Priamo (né le 20 mars 1982 à Castelfranco Veneto, dans la province de Trévise, en Vénétie) est un coureur cycliste italien.

## Biographie
Vainqueur d'une étape du Tour d'Italie 2008, il est licencié puis suspendu quatre ans en novembre 2009 pour avoir vendu une fiole d'EPO Cera à Emanuele Sella.

## Palmarès

### Palmarès amateur
- 2005
  - Gran Premio Camo
  - Targa d'Oro Città di Legnano
  - Grand Prix de Poggiana
  - Trofeo Gianfranco Bianchin
  - Grand Prix de la ville de Felino
  - 2e du Trofeo Zssdi
  - 2e du Trofeo Alta Valle del Tevere
  - 3e de la Coppa San Geo
  - 3e du Grand Prix San Giuseppe
  - 3e de la Medaglia d'Oro Frare De Nardi

### Palmarès professionnel
- 2007
  - 2e étape du Circuit de Lorraine
  - 2e du Tour de Toscane
- 2008
  - 3e et 5e étapes du Tour de Turquie
  - 6e étape du Tour d'Italie

## Résultats sur les grands tours

### Tour d'Italie
1 participation
- 2008 : non-partant (13e étape), vainqueur de la 6e étape

## Classements mondiaux
| Année           | 2005 | 2006 | 2007 | 2008 |
| --------------- | ---- | ---- | ---- | ---- |
| UCI Asia Tour   |      |      |      | 163e |
| UCI Europe Tour | 102e |      | 147e | 450e |